# 微观结构

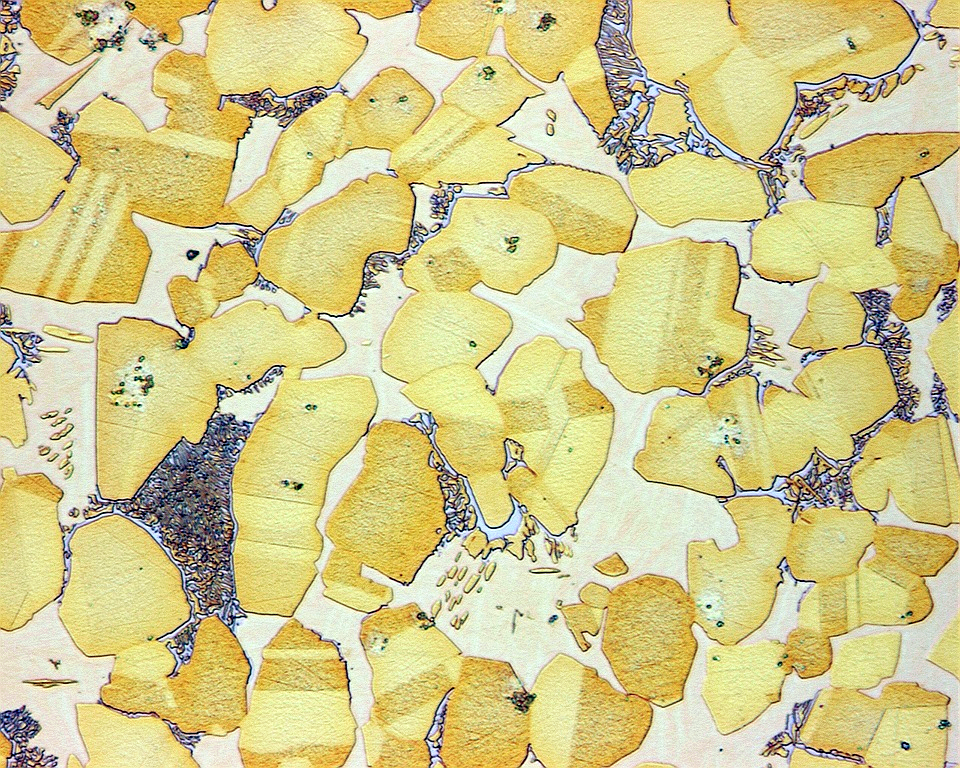
金相学用于研究金属的微观结构。

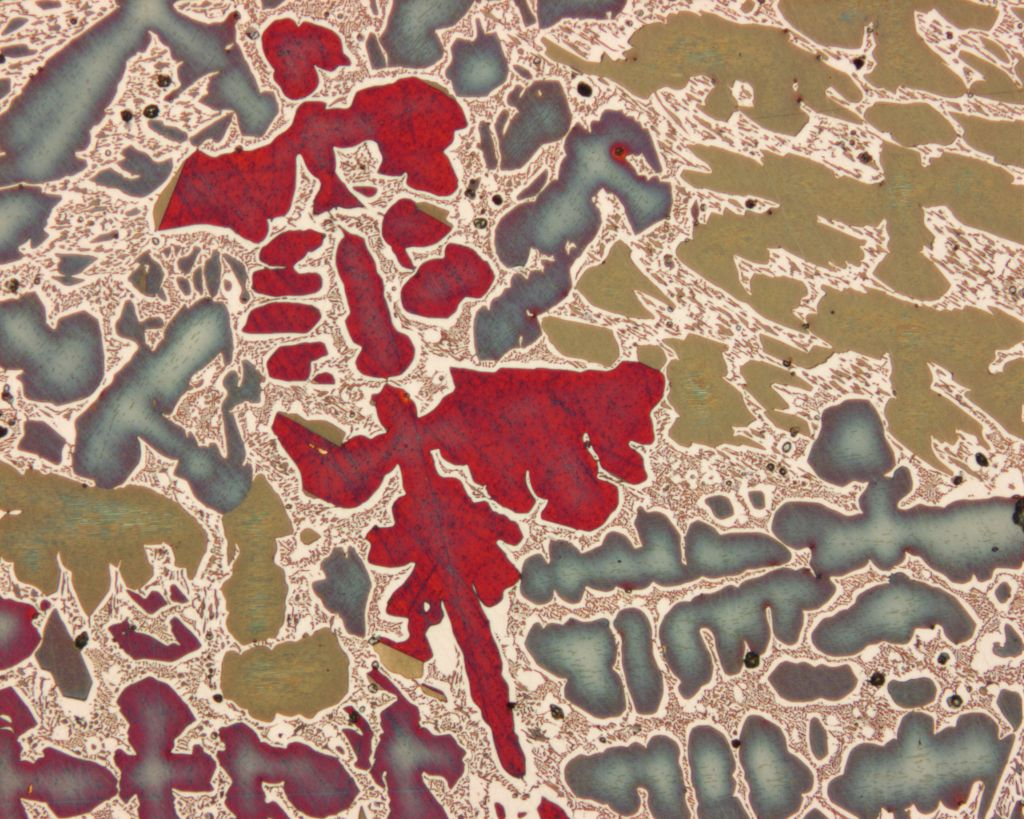
青显示青铜铸造树枝状结构的显微照片。

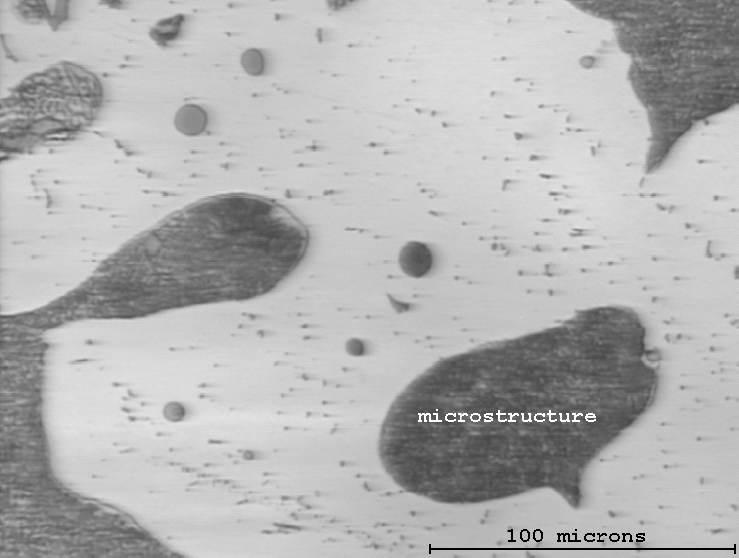
Al-Si微观结构

微观结构是指在放大倍率通常大于25倍的光学显微镜下所观察到的材料表面结构特征。材料的微观结构（如金相学、聚合物、陶瓷显微组织学 或复合材料的微观结构）对其物理性能具有深远影响，例如强度、韧性、延展性、硬度、耐腐蚀性、高低温行为以及耐磨性。这些性能在实际工程应用中决定了材料的适用性。
当结构特征的尺度小于光学显微镜的分辨极限时，称为纳米结构；而原子层级的排列结构则被称为晶体结构。对于生物样品，这类细结构通常被称为超微结构。微观结构对材料机械与物理性能的影响主要源于结构中各种类型的缺陷，最常见的是孔隙。尽管孔隙对材料性能有显著影响，但材料的成分同样关键。实际上，许多材料常常包含多个共存的相，这些不同的相具有各异的性质，若合理控制，有助于提升材料的综合性能并抑制破裂的发生。

## 方法
在宏观物件上也能观察到微观结构的概念。例如，灯柱或道路隔离桩外壳上的镀锌钢材呈现灰或银色不同深浅的多边形拼接。每个多边形都是附着在钢材表面的锌单晶。锌和铅是两种常形成肉眼可见大晶粒的金属。每个晶粒中的原子按七种三维堆积方式之一排列，称为晶体结构（立方、四面体、六方、单斜、三斜、菱方和正交）。相邻晶粒的取向不同，导致镀层表面反射率的差异。通过加工条件和成分可控制平均晶粒尺寸，大多数合金则由更小、肉眼不可见的晶粒组成，以提高材料强度（参见霍尔-佩奇强化）。

## 微观结构表征

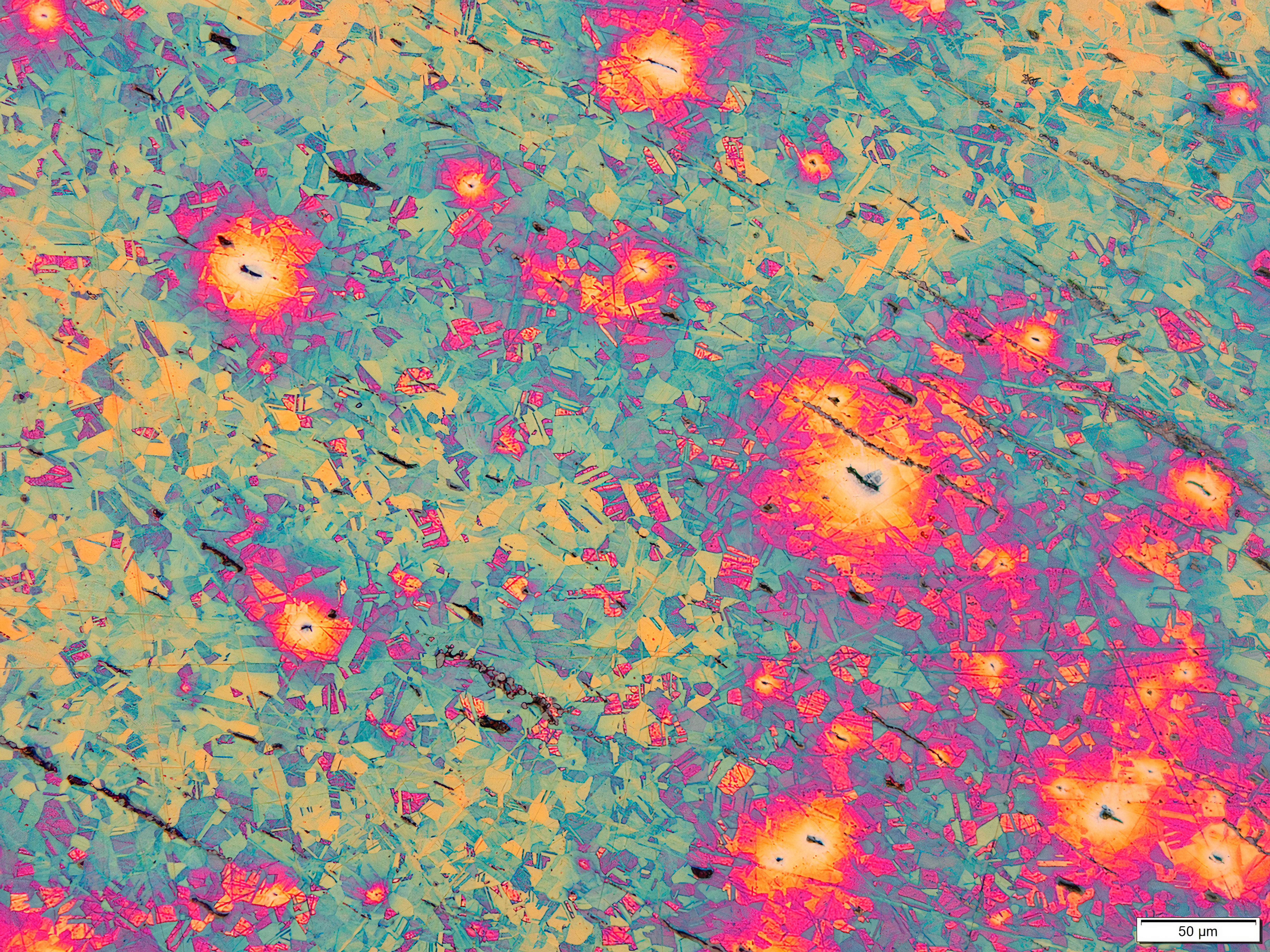
源自爱沙尼亚库克鲁塞12–13世纪墓葬的螺旋铜管微观结构。铜锡铅合金丝浸塑后研磨，用Klemm II试剂蚀刻，在200×放大倍率下拍摄。

要量化微观结构特征，需表征其形态和材料性能。图像处理可确定诸如体积分数、夹杂物形态、孔隙分布和晶体取向。获取显微照片常用光学显微镜和电子显微镜。材料性能测定方面，纳米压痕是一种在微米和亚微米尺度上确定性能的有效技术，而常规测试（如拉伸试验或动态机械分析）仅能返回宏观性能。此外，微观结构还可通过高阶统计模型表征，从图像中提取一系列复杂统计属性，然后用于生成各类随机模型。

## 微观结构生成
微观结构生成也称随机微观结构重构。计算机模拟微观结构用于复制实际微观特征，生成所谓的合成微观结构。合成微观结构用于研究哪些特征对性能最重要。为确保统计等效性，生成后需匹配实际微观结构统计属性。此过程可产生无穷数量统计相同但配置不同的微观结构样本。

## 孔隙和成分的影响
在微观结构中，除非刻意设计，否则孔隙会对材料性能产生不利影响。事实上，在几乎所有材料中，孔隙都会成为材料破裂的起始点，也是裂纹的萌生点。此外，孔隙通常很难消除。后文所述的那些工艺都涉及高温处理，但即便如此，有时反而会使孔隙增大。配位数较高的孔隙（被更多颗粒包围）在热处理过程中往往会长大，这是因为热能转化为促进颗粒生长的驱动力，而高配位数又会抑制朝向孔隙方向的生长，从而导致孔隙扩张。对于许多材料，从其相图可以看出，多相共存的情况十分普遍。这些相可能具有不同的晶体结构，从而表现出不同的力学性能。同时，不同相的微观结构（晶粒尺寸、取向）也各不相同。这种多相结构还能提高某些力学性能，因为裂纹在不同相界面处会发生偏转，从而在粗大的微观结构中形成更为曲折的裂纹扩展路径，延缓最终破坏的发生。

## 改进技术
在某些情况下，仅仅改变材料加工方式就能影响其微观结构。例如钛合金TiAl6V4，通过选区激光熔化（SLM，一种利用粉末并采用大功率激光将颗粒熔合的三维打印技术）可显著改善其微观结构及力学性能。其它常规的微观结构优化技术多为热处理工艺。这些工艺基于温度升高能够促使孔隙缩小或消除的原理。热等静压（HIP）是一种用于降低金属孔隙率并提高多种陶瓷材料致密度的制造工艺。这一工艺可改善材料的力学性能和加工性能。HIP工艺是在封闭容器内对样品施加等静压气体和高温（高压）环境，所用气体通常为惰性氩气，以避免与样品发生化学反应。压力可通过对密闭容器加热来实现，也可结合气体加压系统共同作用。作用于材料的压力来自各个方向且大小相等（故称“等静压”）。对铸件进行 HIP 处理时，热与压同时作用，通过塑性变形、蠕变和扩散结合消除内部空洞和微孔，从而提高零件的抗疲劳性能。